# Anticline

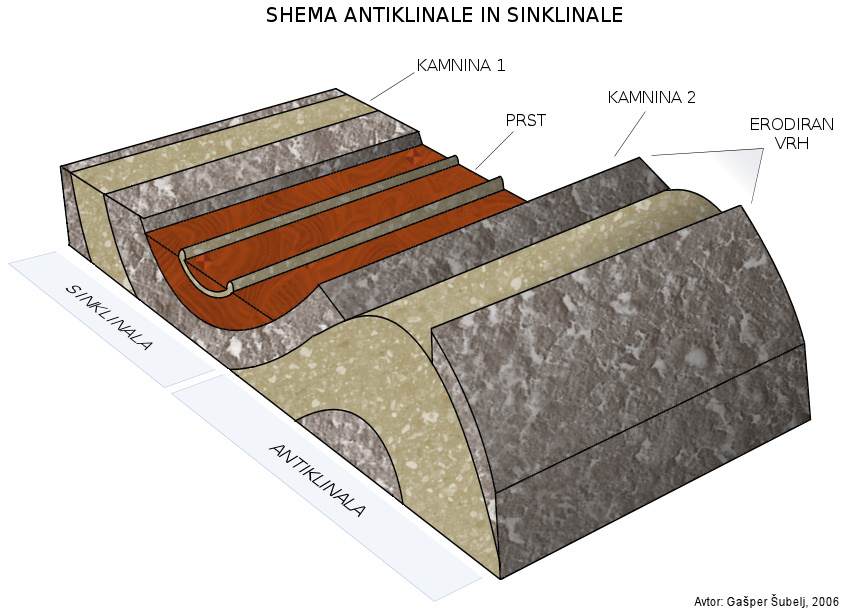
Schematische weergave van synclines en anticlines

Met een anticline of anticlinaal wordt in de geologie een plooi bedoeld met naar beneden wijzende flanken, waarbij de aardlagen aan de binnenzijde het oudst zijn. Het is een plooiing naar boven, terwijl synclines plooiingen naar beneden zijn. Anders gezegd zitten bij een anticline de jongere lagen aan de convexe kant van de plooi.
Een anticlinorium is een grote anticline waarbij op de flanken kleine plooien in de vorm van anticlines aanwezig zijn.
Als niet duidelijk is of het materiaal aan de binnenzijde het oudst is, of dit zeker niet het geval is, spreekt men van een antiform. Een plooi waarbij de flanken juist omhoog wijzen heet een syncline.

## Voorbeelden
- Anticlinaal van Durbuy (België)

- Pic Saint-Loup (Frankrijk)